# Lehen (Freiburg im Breisgau)
Lehen ist eine ehemals selbständige Gemeinde, die am 1. September 1971 in die Stadt Freiburg im Breisgau eingemeindet wurde. Lehen liegt im Nordwesten von Freiburg und grenzt im Norden an Hochdorf, im Nordosten an Landwasser, im Südosten an Betzenhausen, im Süden an Rieselfeld und im Südwesten an den Mundenhof.
In Lehen liegt auch das Lehener Bergle. Die Erhebung ist 500 m breit und 1,5 Kilometer lang, bei einer Höhe von 30 m und liegt großteils im Landschaftsschutzgebiet Mooswald. Dort sind 65 Millionen alte Gesteinsschichten nachgewiesen worden, in denen man Ammoniten findet, diese Schichten sind von einer mächtigen Schicht Löss überzogen, die das Gelände sehr fruchtbar macht.
Um das Jahr 1510 wurde Joß Fritz, der Führer der Bundschuh-Bewegung, in Lehen sesshaft.

## Geschichte

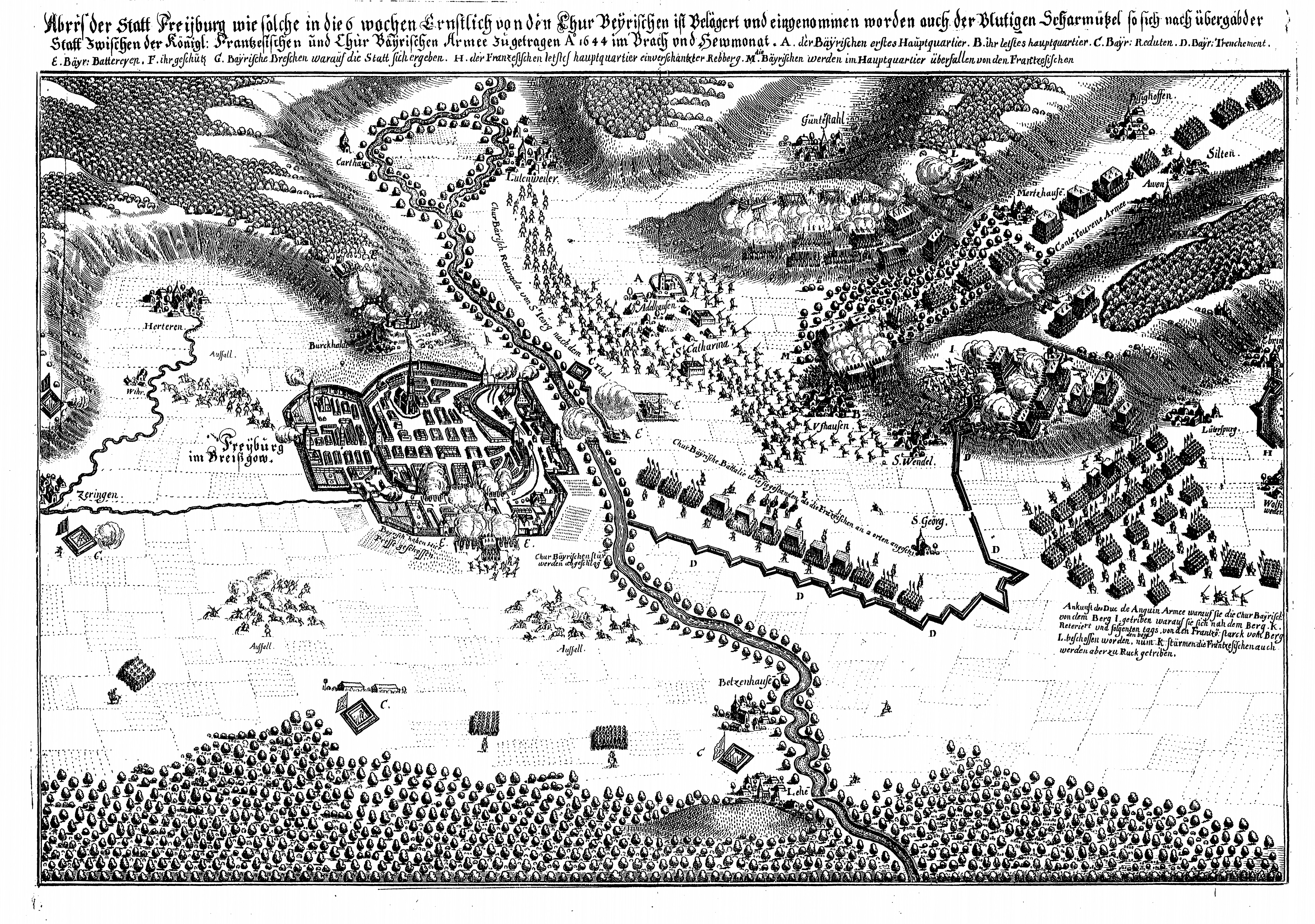
Nachweis der Ortschaft und des Weinbaus in Lehen durch Theatrum Europaeum von 1643

Die Erste urkundliche Erwähnung: Im Jahre 1139, im Schutzbrief des Papstes Innozenz II. vom 14. April 1139 für Ortlieb, Bischof von Basel, wird die „Ecclesia de Leheim “ (die Kirche zu Lehen) erstmals erwähnt. Nach neueren Forschungen ist diese Urkunde eine Fälschung aus der Zeit um 1180. Der Name kommt von Leheim was so viel wie Haus am Hügel bedeutet.
Auf dem Lehener Bergle (Höhe 253 m) einer 500 m breiten 1,5 km langen Erhebung, die sich 30 Meter über den Ort erhebt, sind 65 Millionen Jahre alte Gesteinsschichten des Mesozoikums nachgewiesen. In diesen Schichten sind Ammoniten zu finden, die im Ort zum Schmuck der Häuser genutzt wurden und werden.
Durch Funde von Tongefäßscherben mit Stempeldruckverzierung und Werkzeugen ist die Besiedlungen in der Hallstattzeit und in der Latènezeit nachgewiesen.
Die Besiedlung durch Römer ist ziemlich wahrscheinlich, da der Lehm der Tonwaren, die in einer römischen Siedlung bei Umkirch gefunden wurden, vom Lehener Bergle stammt.
Die Besiedlung des Gebietes lässt sich wahrscheinlich ab dem 6./7. Jahrhundert belegen, durch Notizen des Waldkircher Klosters über Fischrechte in Lehen an den Silberhöfen.

### Joß Fritz und Bundschuhbewegung
Als Bundschuhbewegung bezeichnet man eine Anzahl von Verschwörungen und (versuchten) Aufständen hauptsächlich von Bauern in den Jahren 1493 bis 1517 in Südwestdeutschland. Der Name kommt vom Riemenbundschuh, wie ihn der einfache Mann damals trug. Die Verschwörer nahmen Anstoß an harten Frondiensten, hohen Steuern und Abgaben, die ihnen vom Adel und der Kirche auferlegt waren.
Die ersten Aufstände fanden 1493 im Elsass statt und wurden blutig niedergeschlagen. Im Jahre 1502 formierte sich in Untergrombach bei Bruchsal eine Verschwörung, die mehrere tausend Mitglieder gehabt haben soll. Einer der Anführer war Joß Fritz. Die Verschwörung wurde durch Verrat bekannt und dann niedergeschlagen. Joß Fritz konnte entkommen.
Um das Jahre 1512 tauchte er in Lehen auf, wo er als Bannwart angestellt wurde. Hier begann er Gleichgesinnte um sich zu scharen. Der Versammlungsplatz der Gruppe war die Hartmatte bei Lehen. Erstes Ziel war es, Freiburg als Operationsbasis zu gewinnen. Dazu wurden Leute aus der Umgebung von Bretten bis zum Kinzigtal, aus dem Elsass und dem Kaiserstuhl angeworben. Auch diese Verschwörung wurde verraten und am 6. Oktober 1513 in Lehen von den Freiburger Herren niedergeschlagen. Eine der Folgen davon war, dass kein Lehener mit Waffen nach Freiburg durfte.
Wieder entkam Joß Fritz, nach dem steckbrieflich gesucht wurde, in den Schwarzwald. Auch hier versuchte er ebenfalls einen Aufstand vorzubereiten, aber im Jahre 1517 wurde er wieder verraten. Sein Name tauchte ein letztes Mal im Jahre 1524 als einer derjenigen auf, die an der Schweizer Grenze den großen Bauernkrieg anzettelten.
Im Jahr 1525 kam es in Freiburg zu einem Aufstand, den die Bauern gewannen. Am 23. Mai 1525 besiegelte die Stadt Freiburg ihren Bund mit den Bauern durch einen Eid.

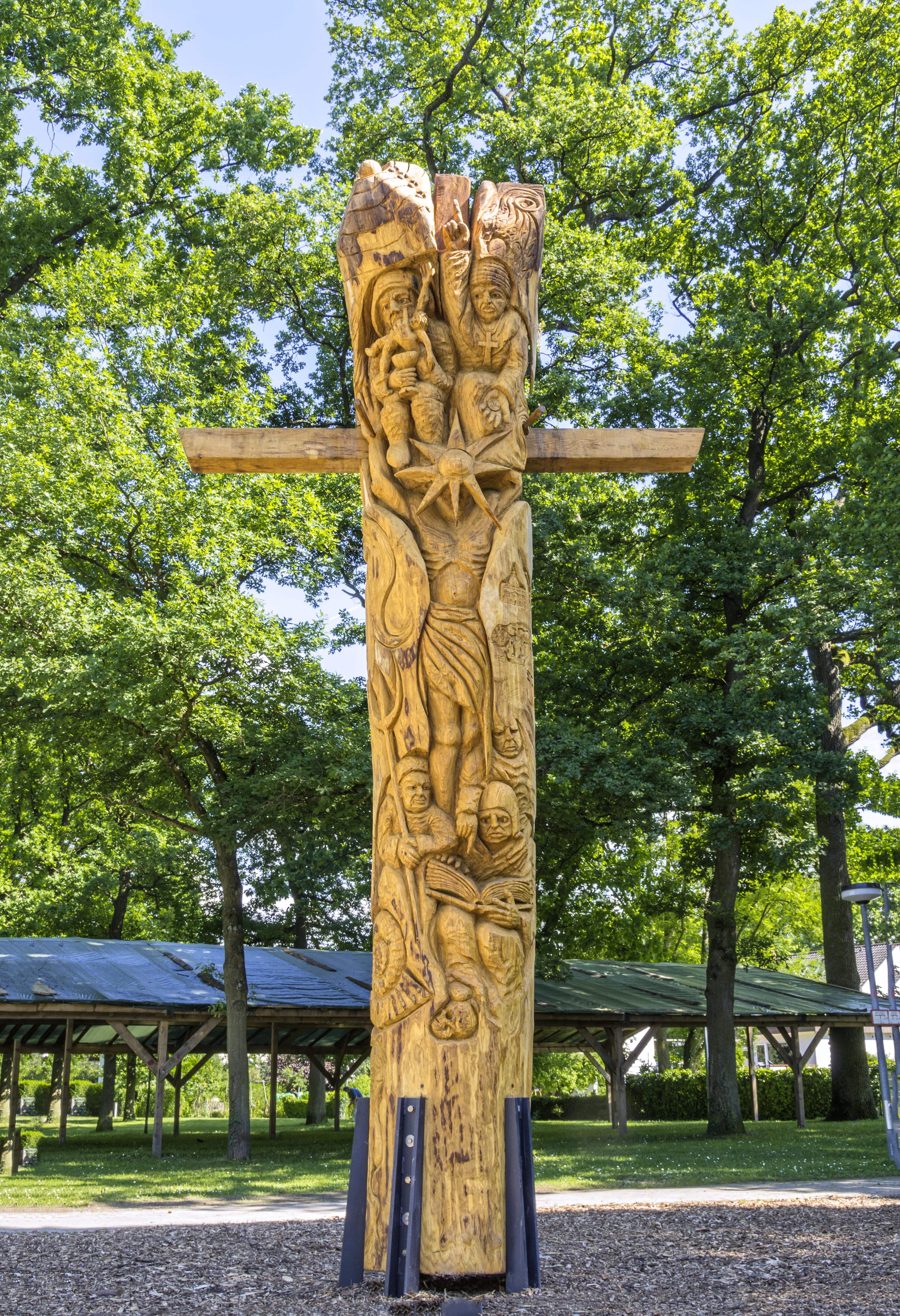
Vorderseite der im Juni 2013 aufgestellten Bundschuh-Eiche

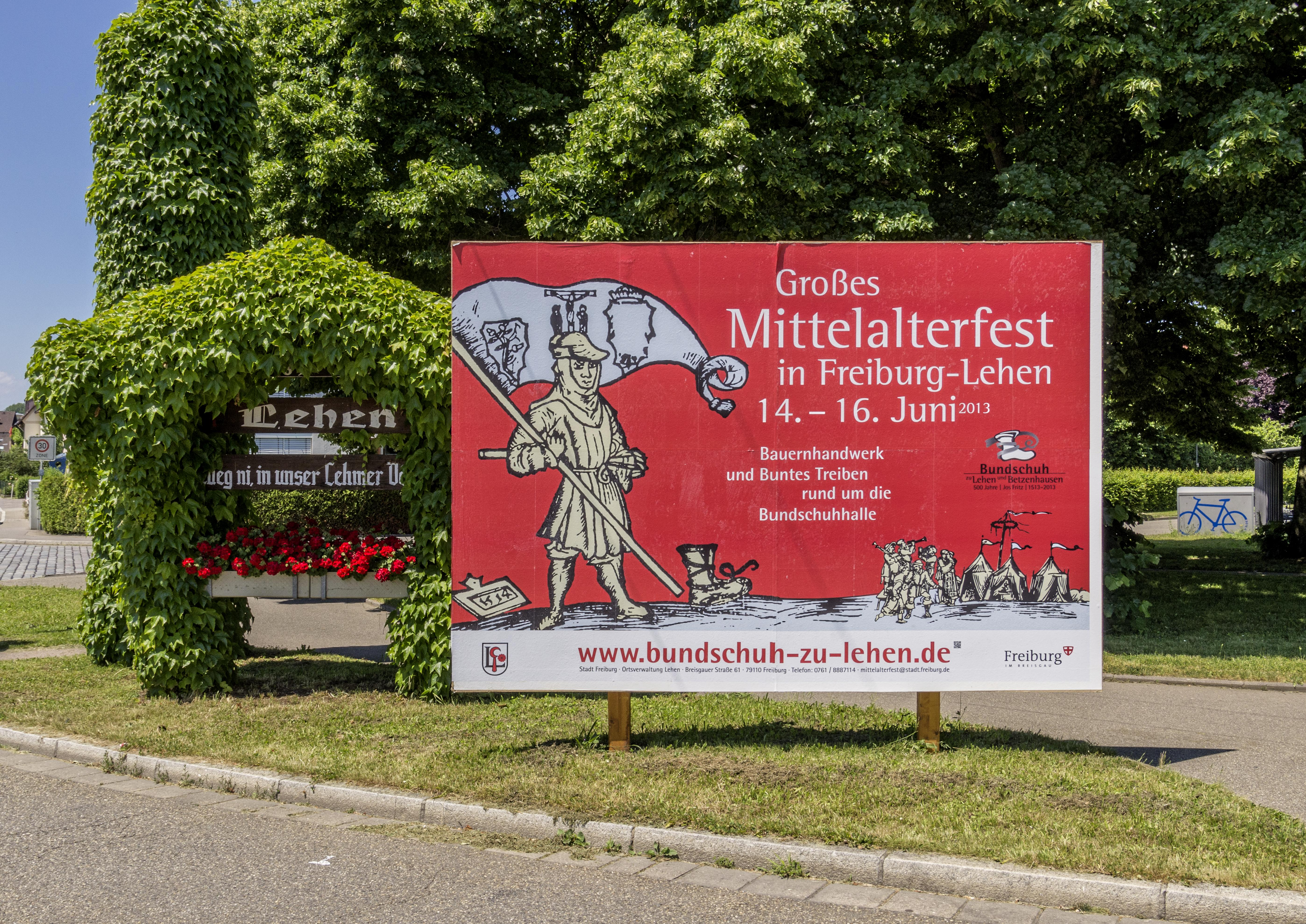
Plakat des Mittelalterfestes 2013, der Anlass war der vereitelte Bundschuhaufstand vor 500 Jahren

Zur 500-Jahr-Feier des gescheiterten Bundschuhaufstands wurde im Juni 2013 in Lehen an der Bundschuhhalle die vom Bildhauer Thomas Rees geschaffene Bundschuh-Eiche  aufgestellt. Sie wurde aus einer ca. 180 Jahre alten Eiche, die von der Hartmatte, dem Versammlungsplatz der Bundschuhbewegung stammt, geschnitzt und hat einen Durchmesser von 1,25 m bei einer Höhe von circa 6 m. Auf der Vorderseite des Baumes sieht man als zentrales Element den gekreuzigten Jesus. Oberhalb des Kreuzes sieht man rechts den Klerus und links den Adel die die Bauern unterdrücken. Unterhalb des Jesus sieht man zwei Figuren die ein Buch studieren und damit die bestehende Ordnung anzweifeln. Daher ergibt sich auch der Untertitel von Gottes Ordnung, Pfründefressern und verbotenen Gedanken. Auf der Rückseite des Kunstwerks ist ein Teufel mit dem Bundschuh abgebildet, der die Meinung der Freiburger Obrigkeit über den Aufstand als Teufels Werk darstellt. Darüber sind Bauern mit ihrem Führer Joß Fritz und der Fahne beim Schwur dargestellt. Sie ist als vierzehnte Station Bestandteil des Lehener Bundschuhpfads, der bei einer Länge von 3,4 km in der Gemeinde an 14 Stationen über Lebensumstände der Bauern und in chronologischer Reihenfolge über die Geschichte der Bewegung berichtet.
Wie der Ortsvorsteher Bernhard Schätzle sagt: „Der Bundschuh-Aufstand ist Lehens wichtigster Moment in der Geschichte. Seit über 50 Jahren beschäftigen wir uns intensiv mit dem Thema. Die Grundschule (Johannes-Schwarz-Schule), die Mehrzweck-Halle sowie Plätze und Straßen in Lehen sind nach dem Bundschuh und seinen Protagonisten benannt. Vieles was die Aufständischen 1513 forderten, bildet die Basis des Deutschen Grundgesetzes. Daher ist es uns ein besonderes Anliegen, die Ereignisse vor 500 Jahren hier in Lehen gebührend zu würdigen.“

### 20. Jahrhundert
Bis zur Nachkriegszeit blieb die Einwohnerzahl nahezu konstant bei 500 bis 600 Einwohnern, die sich in dem rein landwirtschaftlich orientierten Dorf hauptsächlich von Reb- und Ackerbau sowie Viehzucht ernährten. Die erzeugten Produkte dienten dem Eigenbedarf und wurden auf dem Freiburger Wochenmarkt verkauft. Nach dem Krieg wandelte sich der Ort zu einem Wohnort. Die Landwirtschaft nahm immer mehr ab, so gab es im Jahre 1959 noch 250 Stück Großvieh und heute keines mehr. Auch sind nur noch zwei landwirtschaftliche Vollerwerbsbetriebe hier angesiedelt, wovon einer ein Weingut ist.

### Eingemeindung
Durch das im Jahre 1967 von der Landesregierung beschlossene Gemeindereformprogramm wurde die Gemeinde Lehen dem Verwaltungsraum der Stadt Freiburg zugewiesen. Um nicht völlig in der Stadt aufzugehen, nutzten Bürgermeister und Gemeinderat eine später sogar gesetzlich angebotene Form, die Ortschaftsverfassung. Nach einer Änderung der Hauptsatzung der Gemeinde wurde in einem Bürgerentscheid über diese Verfassung am 9. Mai 1971 abgestimmt. Nach der großen Zustimmung im Ort trat diese am 1. September 1971 in Kraft. Erreicht wurde dadurch, dass wichtige Teile der Verwaltung in der Gemeinde verblieben und der Ortsvorsteher im Gemeinderat ein Mitspracherecht hat.
Am 22. Juni 1971 unterzeichneten der damaligen Lehener Bürgermeister Scherer und der Oberbürgermeister der Stadt Freiburg, Keidel, im neuen Ratssaal der Stadt den Vertrag, der Lehen in die Stadt Freiburg aufnahm.

### Bevölkerungsentwicklung
- 1789: 0395 Einwohner
- 1871: 0509 Einwohner
- 1939: 0588 Einwohner
- 1976: 2023 Einwohner
- 2004: 2300 Einwohner
- 2005: 2266 Einwohner
- 2006: 2251 Einwohner
- 2008: 2313 Einwohner
- 2010: 2291 Einwohner
- 2016: 2502 Einwohner

### Baugebiet im Zinklern
Im März 2023 wurde der Bebauungsplan für das Baugebiet im Zinklern vom Gemeinderat Freiburg aufgestellt. Das Plangebiet schließt südlich an die bestehende Bebauung an und erstreckt sich bis zur Dreisam. Das Baugebiet war bereits im Eingemeindungsvertrag 1971 vereinbart worden. Insgesamt sind 550 Wohneinheiten vorgesehen für ca. 1400 neue Bewohner. Der zu erwartende Zuwachs macht somit über 50 % der bestehenden Bevölkerung aus. Im Zusammenhang mit dem geplanten Stadtteil Dietenbach auf der anderen Seite der Dreisam und der B 31a soll längerfristig eine Stadtbahn durch das neue Baugebiet und den Ortskern zur bisher bestehenden Haltestelle Paduaallee gebaut werden.

## Verkehr
Mit ÖPNV:
Am Ostrand Lehens befindet sich ein wichtiger Knotenpunkt des Freiburger ÖPNV, die Haltestelle Paduaallee der Freiburger Verkehrs AG. Hier verkehren die Linie 1 der Freiburger Stadtbahn zur Stadtmitte und nach Landwasser sowie die Buslinien 31 (Paduaallee-Umkirch-Waltershofen-Merdingen-Breisach), 32 (Paduaallee-Umkirch-Waltershofen-Opfingen-Rieselfeld-Haid) sowie die Linie 19 (Paduaallee-Lehen Ziegelei(-Mundenhof / Lehen Industriegebiet)), die dabei durch den Ortskern von Lehen fahren. Im Zuge der Errichtung des neuen Stadtteils Dietenbach ist der Bau eines Ringschlusses von der Paduaallee durch das Lehener Neubaugebiet Im Zinklern über die Dreisam und die B 31a im weiteren Bedarf geplant.
Mit dem Rad:
In Lehen befindet sich eine Station des Fahrradverleihsystems Frelo an der Paduaallee. Lehen ist über den FR 4 und die Sundgauallee direkt mit Betzenhausen, dem Stühlinger und der Innenstadt verbunden. Weiter südlich verläuft der FR 1 querungsfrei entlang der Dreisam.
Mit dem Auto:
An der Anschlussstelle Freiburg-Mitte auf Lehener Gemarkung kreuzen sich die A5 (Karlsruhe-Basel) und die B31a (Gottenheim-Freiburg Stadtmitte), die südöstlich die Ausfahrt „Freiburg-Lehen“ hat.
Im Osten, unmittelbar an der Grenze zu Betzenhausen, liegt Lehen an der „Westrandstraße“. Diese ist eine der wichtigsten Verkehrsadern im Westen Freiburgs und trägt bei Lehen den Namen Paduaallee. Über diese ist Lehen ebenfalls gut erreichbar.

## Wappen
Das Lehener Wappen besteht aus einem großen L für Lehen, einer roten Sichel, die ein Rebmesser darstellen soll, und einer Rosette. Dieses Wappen wurde 1899 vom Gemeinderat Lehen aus den Vorschlägen des Generallandesarchivs angenommen. Das Wappen beruht auf einem älteren Wappen und Siegel, das die beiden Ortschaften Betzenhausen und Lehen schon seit dem frühen 18. Jahrhundert führten. Warum der ursprüngliche Stern 1899 in eine Rosette umgewandelt wurde, ist nicht mehr bekannt.

## Bauwerke

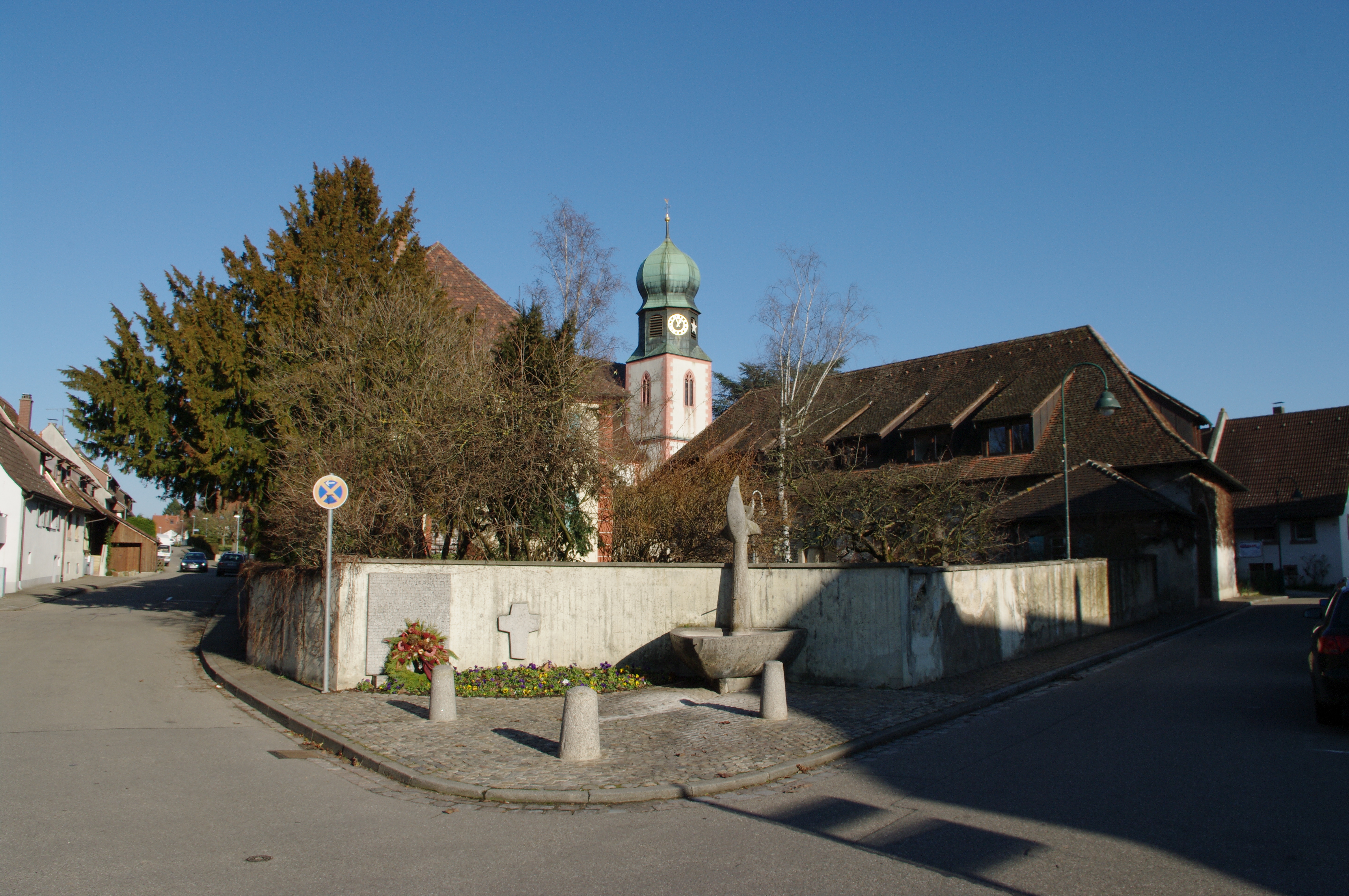
Kirchbergplatz mit Denkmal und Kirchhof der Kirche St. Cyriak

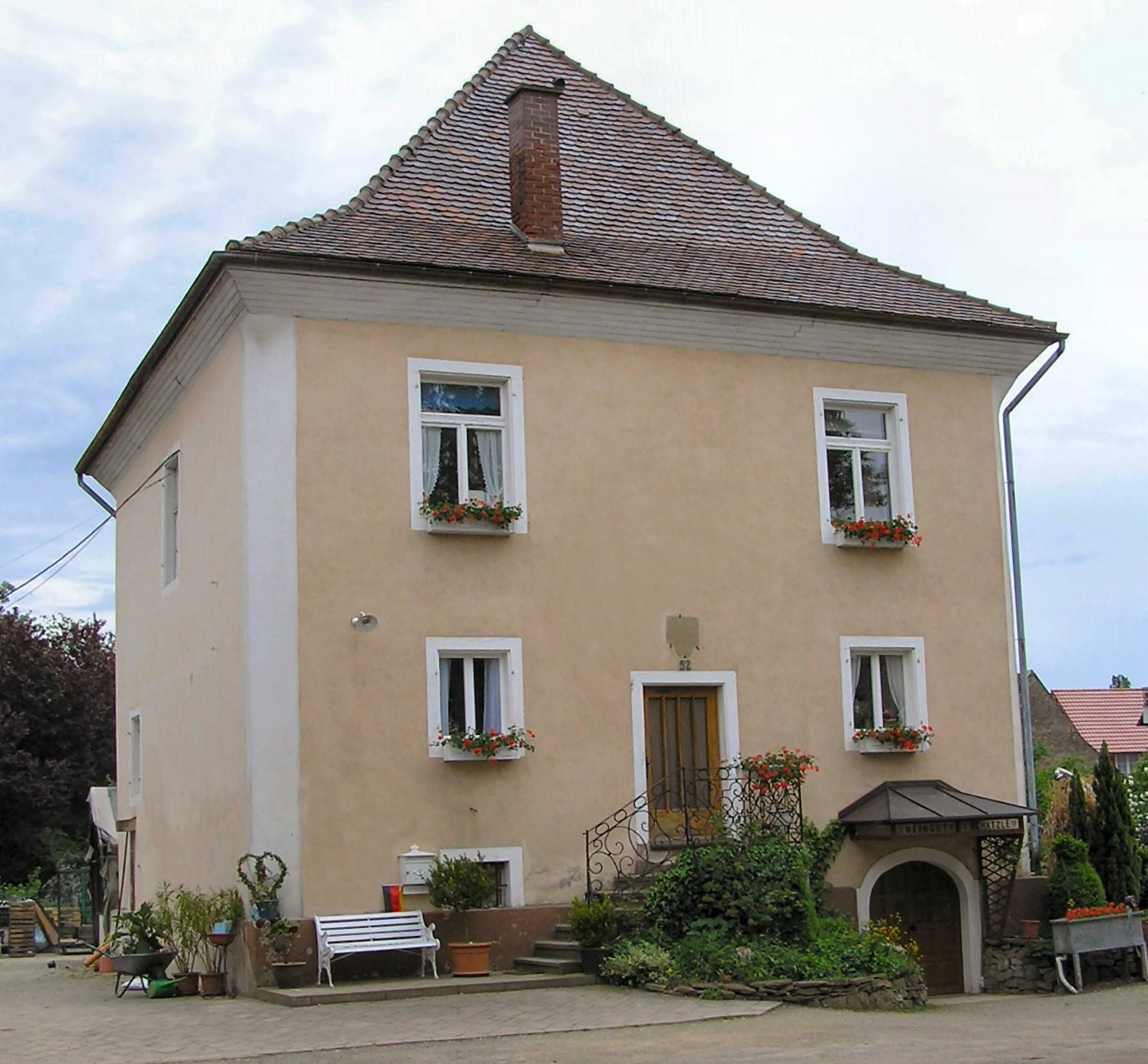
Weiherschloß jetzt Weingut Schätzle

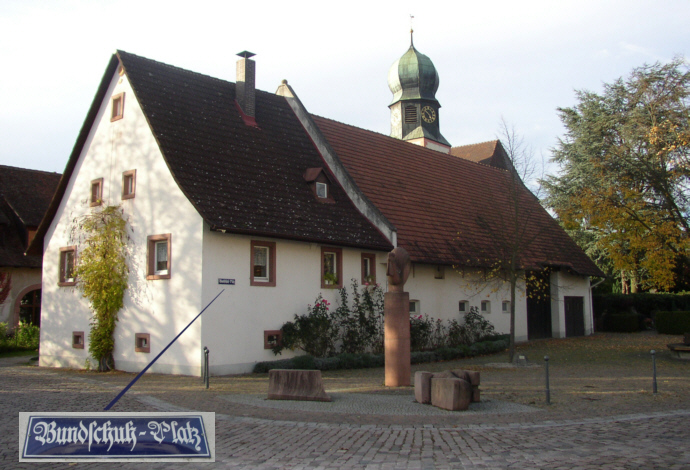
Bundschuhplatz mit Bundschuh-Denkmal

Die Kirche St. Cyriak in Lehen ist mit ihrem
Zwiebelturm das Wahrzeichen des Ortes. Die Ursprünge des jetzigen Sakralbaus liegen im 13./14. Jahrhundert, wo am selben Platz eine kleinere gotische Kirche stand. Teile dieses alten Kirchenbaus sind in der jetzigen Kirche, die in den Jahren 1724/25 gebaut wurde, noch enthalten.

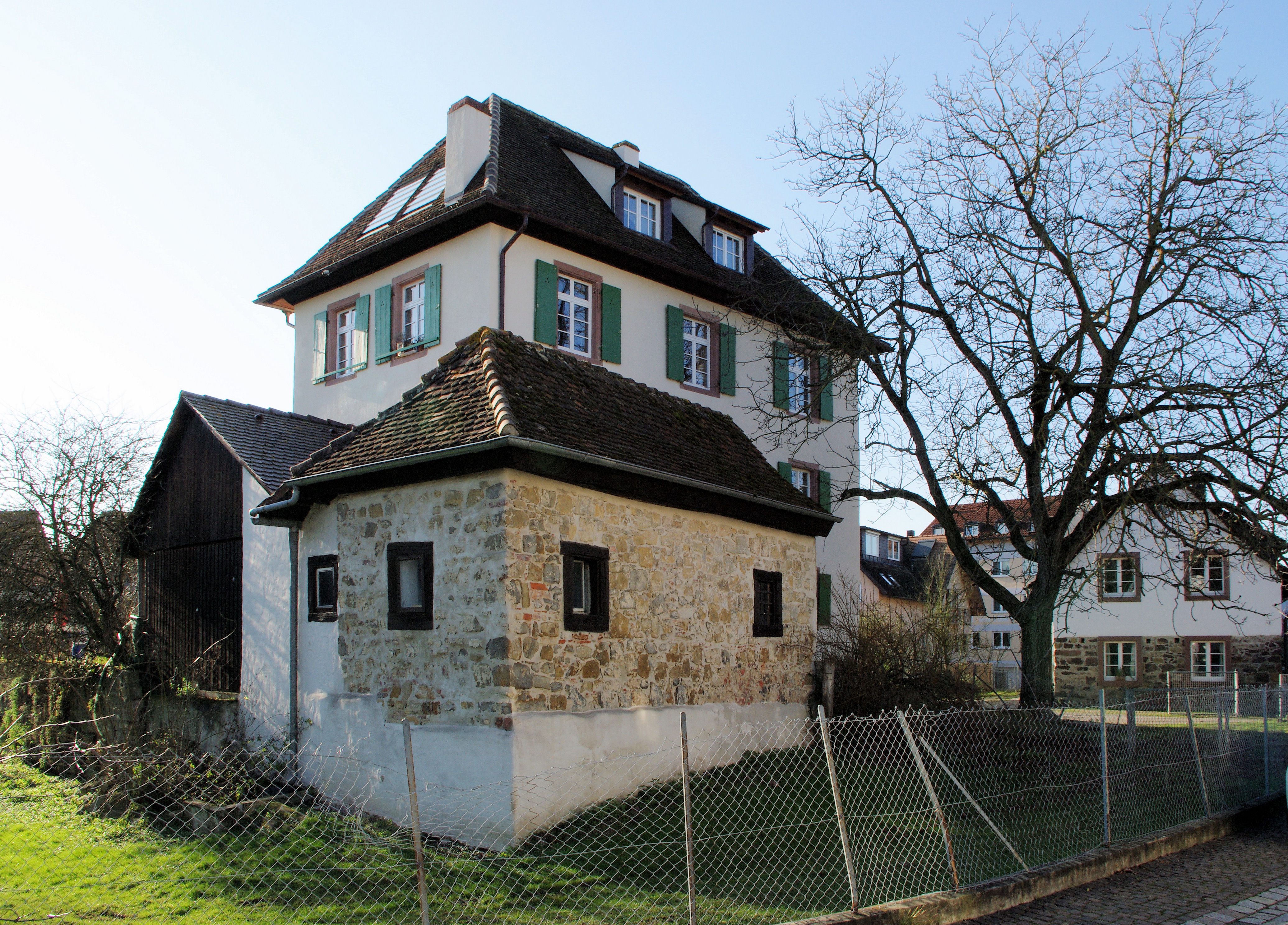
„Altes Schloß“ vom Bundschuhplatz aus

Das „Alte Schloß“ in Lehen ist erstmals im 13. Jahrhundert erwähnt. In der Zeit vom 16. bis zum 19. Jahrhundert waren sie ein Freiburger Försterhaus. Auch diese Gebäude stehen noch und sind bewohnt. Dieser „Curtis zu Leheim“ war ein befestigter Herrenhof. Die Befestigung bestand in der Anlage als Tief- bzw. Wasserburg. Das Wasser eines Dreisamarms umfloss das Herrenhaus, welches wahrscheinlich auf einer kleinen Insel als Ausläufer des Lehener Bergles stand. Der Zugang zu dieser Anlage, die mit einer geschlossenen Mauer umgeben war, erfolgte über eine Brücke an der Nordseite. Das zweite Wasserschloss im Ort ist das ehemalige Weiherschloß. Das jetzige Gebäude stammt aus dem 16. Jahrhundert und wurde um 1587 von Michaelem Textorem und seiner Frau Maria Prombacherin gekauft und renoviert, wie es aus einer Tafel über der Tür hervorgeht. Es ist heute noch bewohnt und beherbergt ein Weingut.
Der alte Fronhof in Lehen ist sehr wahrscheinlich mit dem „Hof zu tutsch“ identisch, der in Urkunden aus den Jahren 1273 und 1274 von Albrecht, Landgraf zu Thüringen nachgewiesen ist.
Der Bundschuhplatz hat seinen Namen von der Bundschuhbewegung und ist in Lehen das historische Zentrum des Ortes, um ihn gruppieren sich das „Alte Schloß“, die Zehntscheuer und die Kirche mit dem alten Friedhof. Der wurde 1991 neu gestaltet. Der Hahn steht für das „Wachrufen“ gegen Ungerechtigkeit, der Pflug und der Bundschuh weisen auf die Bauernaufstände im 16. Jahrhundert hin. Die Figurengruppe wurde vom Bildhauer Hans-Peter Wernet geschaffen.

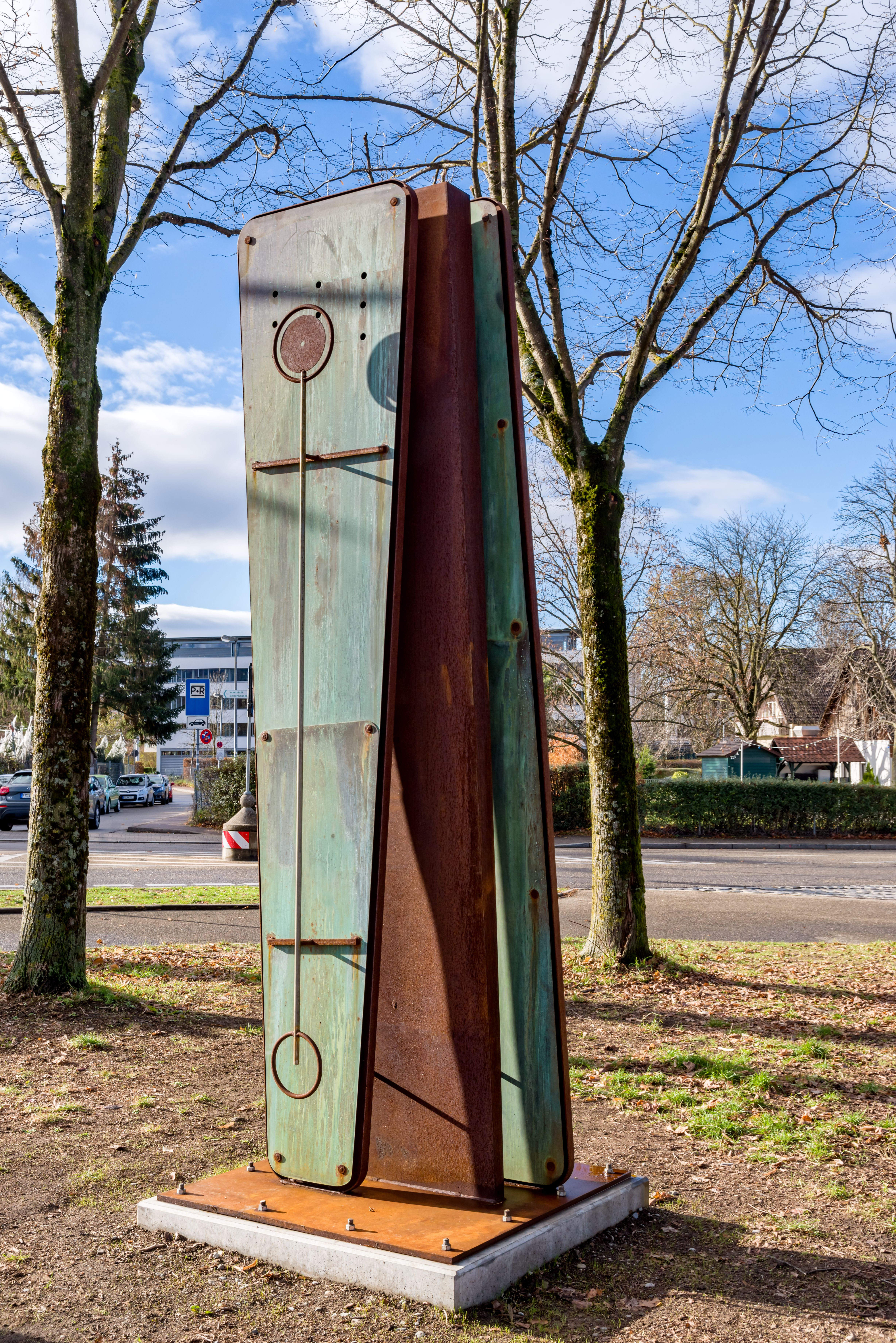
La stele dell’ abbraccio

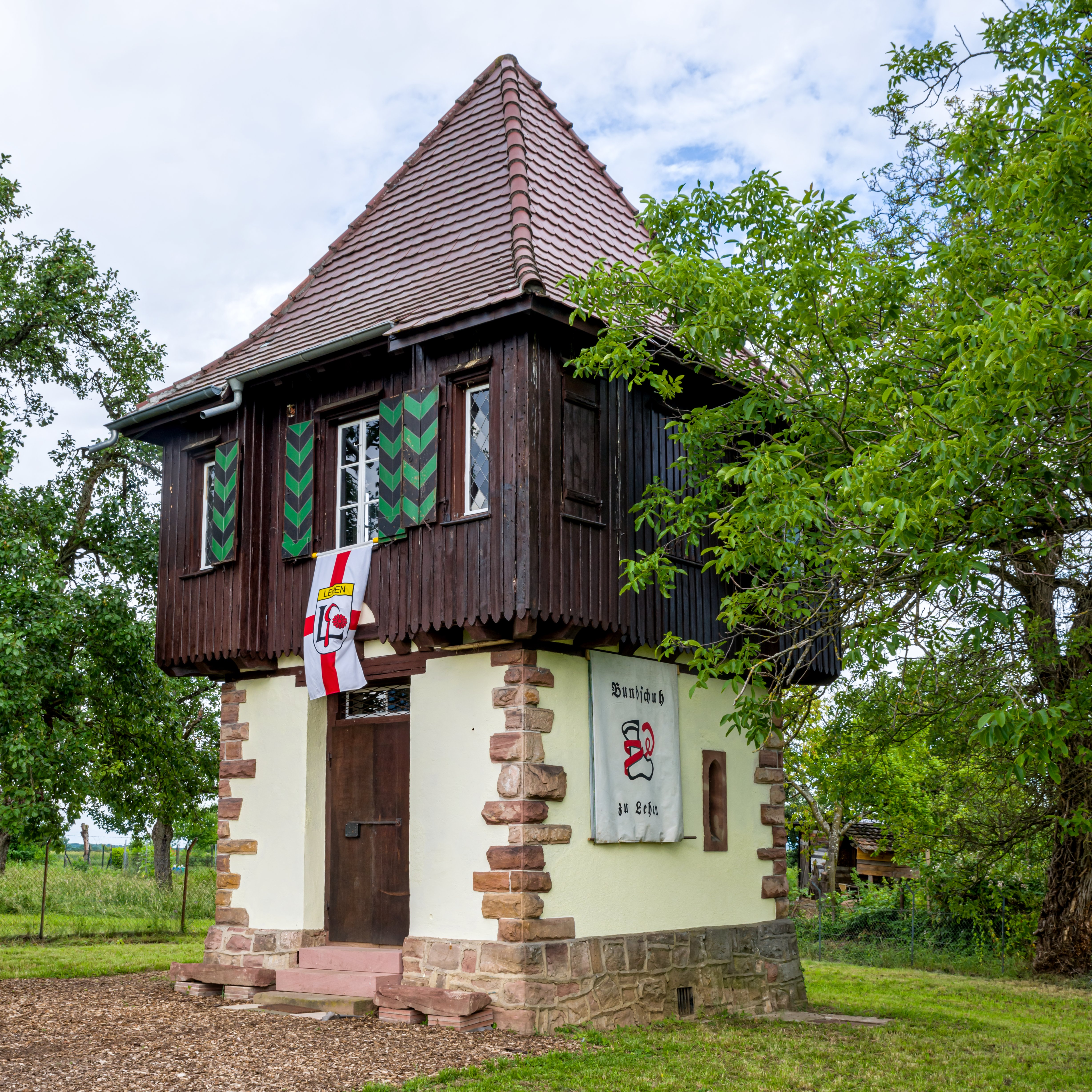
Das Herder Türmle auf dem Lehener Berg

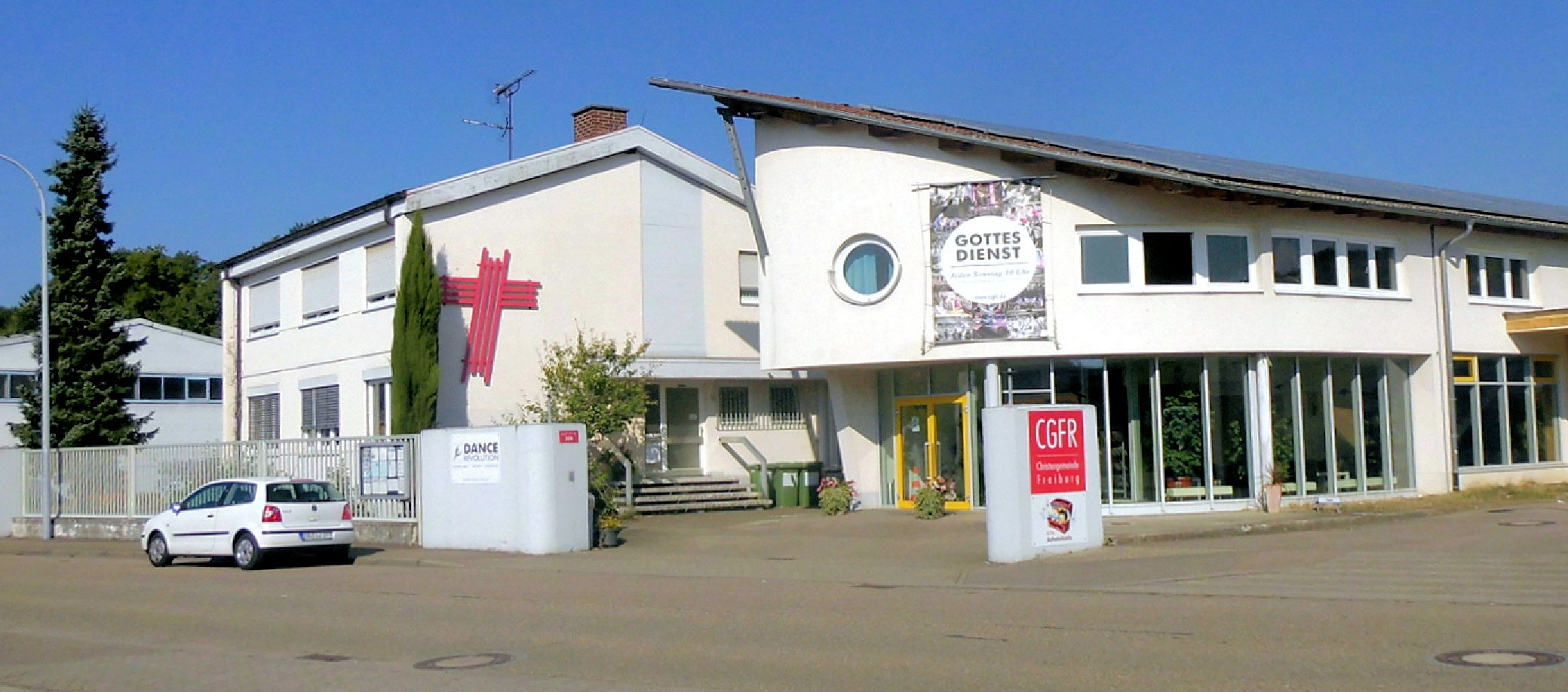
Kirche der Christengemeinde

Auf dem höchsten Punkt des Lehener Bergle (254 m) steht der vom Unternehmer Hans Josef Hutter 1894 erbaute Aussichtsturm, der wegen des Ammoniten über der Tür Schneckenhausturm genannt wurde. Hutter nutze ihn sonntags für Teegesellschaften.  Seine Witwe verkaufte den Turm 1895 an den Verlagsbuchhändler Hermann Herder. Der landläufige Name „Herdertürmle“ kommt daher, da der Turm heute noch im Familienbesitz ist. Die Lehrlinge Herders durften ihre den Wochenenden dort verbringen und sich erholen. Es war somit eine der ersten von einem Fabrikanten geschaffene Sozialeinrichtung.
Am Herdertürmle wurde eine keltische Höhensiedlung aus dem 7. Jahrhundert vor Christus nachgewiesen. Im Ersten Weltkrieg wurde es von der Artillerie als Beobachtungsturm genutzt. Nach dem Zweiten Weltkrieg wurde es auf Grund der Wohnungsnot von einer Familie als Wohnung genutzt. Inzwischen sind das Herdertürmle und die zugehörigen Grundstücke vom Lehener Verein „Bundschuh zu Lehen e. V.“ von der Familie Herder gepachtet und über die letzten Jahre restauriert worden. Der Verein will dort einen kulturellen Treffpunkt einrichten, er wird vom Verein und der Ortsverwaltung genutzt. Das Gebäude steht unter Denkmalschutz.
Am 10. November 2018 wurde zum 50-jährigen Bestehen der Städtepartnerschaft Freiburg und Padua das Kunstwerk „La stele dell’ abbraccio“ („Die Stele der Umarmung“) an der Haltestelle Paduaallee durch Freiburgs OB Martin Horn eingeweiht. Die Skulptur wurde von Assessore Bressa in Anwesenheit des Künstlers Antonio Ievolella übergeben. Die Stele besteht aus Cortenstahl und Kupfer, Materialien die sich wie die heutige Zeit ständig verändern. Das Partnerstück „Blocco erratico“ der Künstlerin Jikkemien Ligteringen steht seit letztem Jahr im Parco Europa in Padua.
Da Lehen an der wichtigen Ost-West-Verbindung über den Roßkopf und vor Freiburg liegt, gab es hier auch Gastwirtschaften. Eine davon, die ehemalige „Hirschenpost“, ist nachweislich über 600 Jahre alt und heißt heute „Gasthaus zum Hirschen“. Zwei andere, das Gasthaus „Löwen“ (seit 1728) und das „Bierhäusle“ (seit 1855), sind als ständig bewirtet nachgewiesen.

## Naturdenkmale
In Lehen stehen zwei Naturdenkmale, eine Sommer- und eine Winterlinde

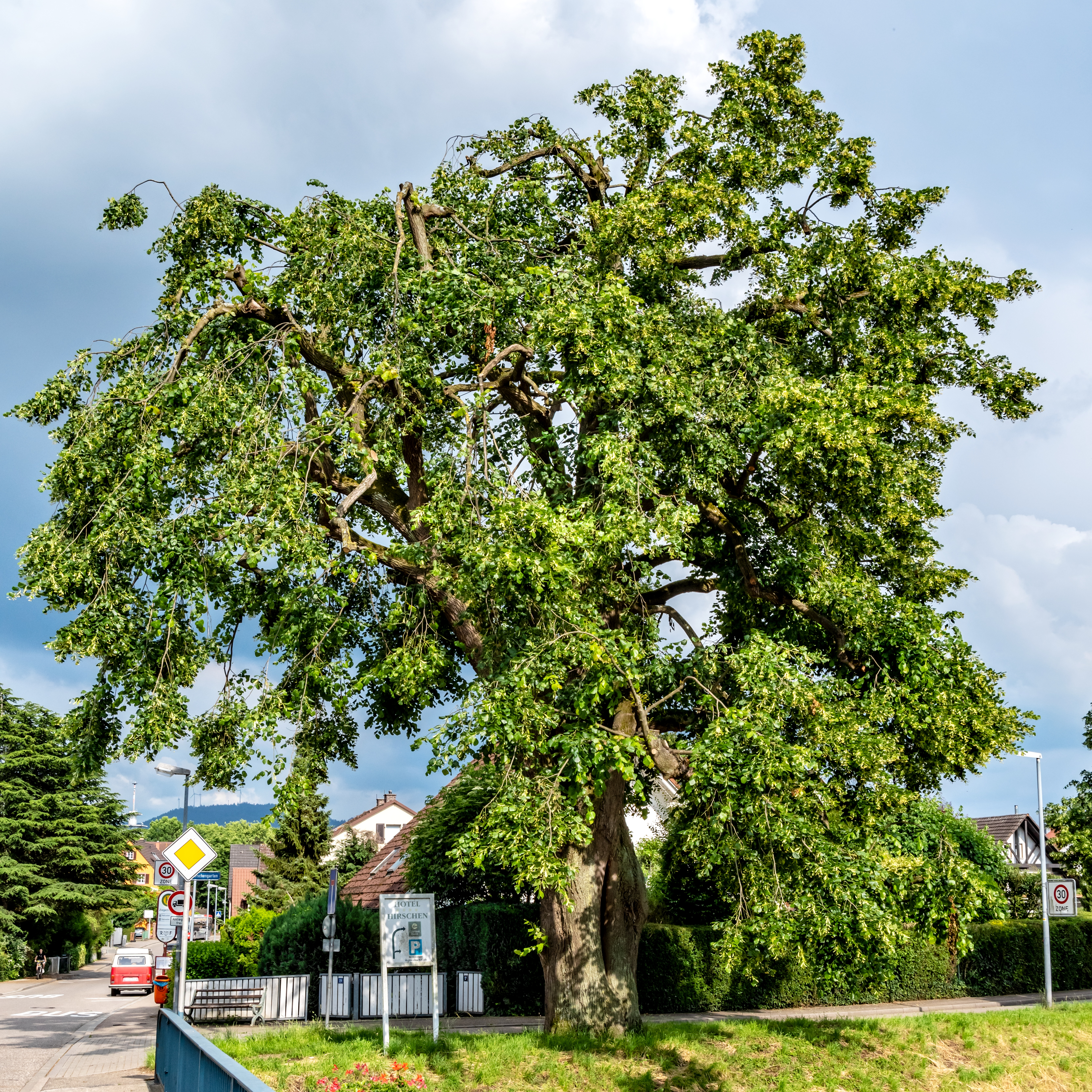
Sommerlinde (Tilia platyphyllos)
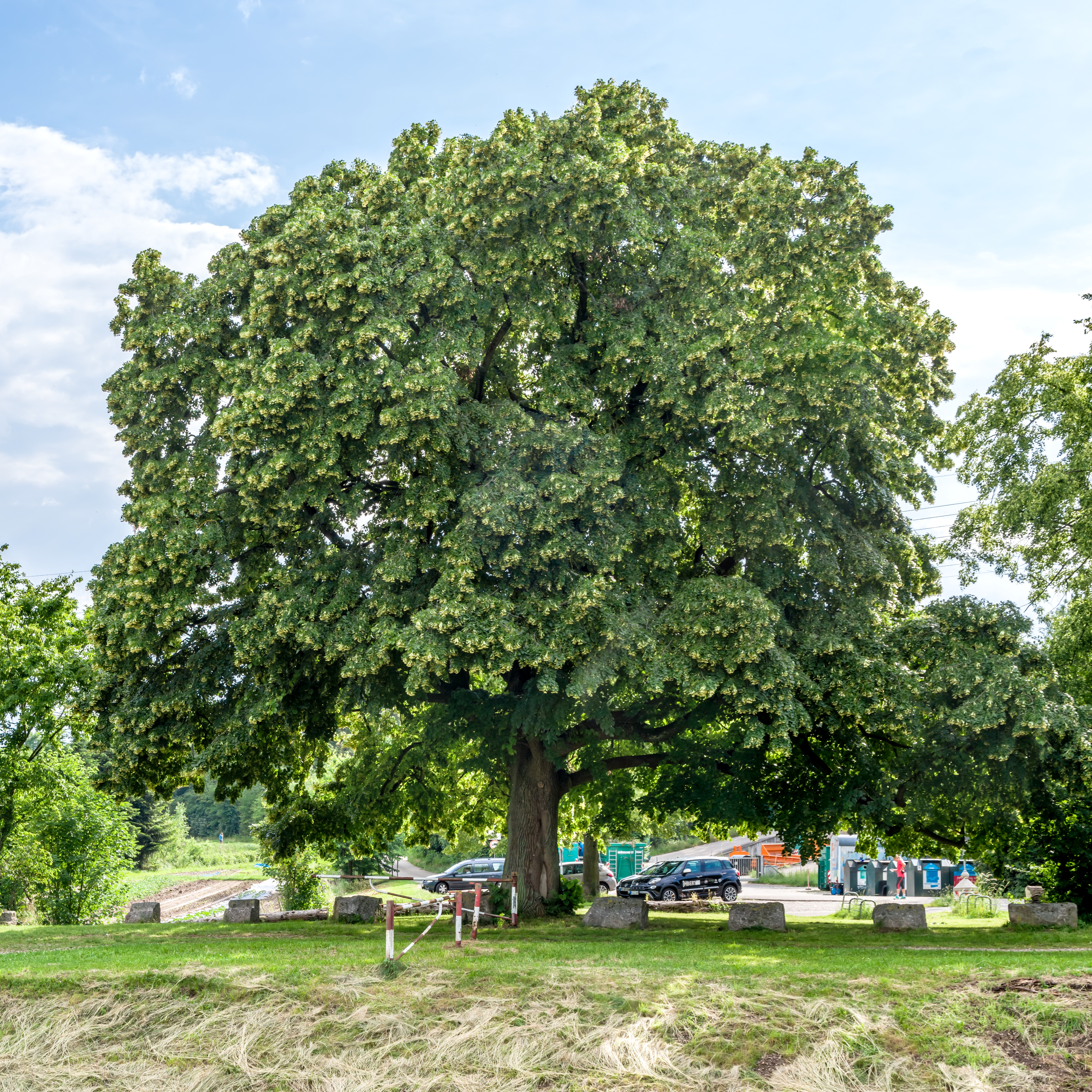
Winterlinde (Tilia cordata)

## Sendeanlage des SWR
Im Ortsteil Lehen befindet sich der Sender Freiburg-Lehen, eine Sendeanlage des Südwestrundfunks für UKW-Rundfunk. Als Antennenträger wird ein 92 Meter hoher, gegen Erde isolierter Stahlfachwerkmast mit viereckigem Querschnitt verwendet. Der Senderstandort Freiburg-Lehen nahm am 20. Dezember 1933 seinen Betrieb auf. Er ersetzte den Sender in der Gewerbeschule in Wiehre (Kirchstraße 4), der 1926 die erste Rundfunksendeanlage in Baden war.